# 津逮秘書
『津逮秘書』（しんたいひしょ）は、明末に毛晋によって編纂された叢書。全15集から構成され、137種の書物を収録する。

## 成立
はじめ蔵書家・出版家の胡震亨が、自分の蔵書をもとにして22種の書物をあつめた『秘冊彙函』（ひさついかん）という叢書を沈士龍とともに万暦31年（1603年）に出版したが、その後、版木が火事で焼けてしまった。毛晋は焼け残った版木を購入し、胡震亨の協力のもとに大幅に書物を追加して、崇禎年間に『津逮秘書』全15集として出版した。『津逮秘書』には毛晋の序のほかに胡震亨の題辞がつけられている。
書名は『水経注』に記載されている、川を渡らねば到達できない難所にある、書物を収めた石室の伝説に由来する。

## 評価
『四庫全書総目提要』は、『津逮秘書』が多くの偽書を含んでいることを批判している。
『津逮秘書』は『小学紺珠』『斉民要術』『洛陽伽藍記』『東京夢華録』『輟耕録』『捜神記』『捜神後記』など多くの重要な書籍を含むので、かつてはよく利用されたが、かならずしも善本が収められているわけではない。他のよい版本がある場合はそちらによる方がよい。

## 学津討原
清の張海鵬による叢書『学津討原』（がくしんとうげん、1805年刊）は、『津逮秘書』から詩集・書画関係の書物および偽書を除き、経・史・子の書物を補ったもので、20集からなり、173種の本を含む。
叢書の成立上『津逮秘書』と共通する書物が多数を占めるが、独自に校勘を行っているため、『津逮秘書』のものよりも改善されていることが多い。